# دوس الأولى، كونتيسة بروفانس
دوس الأولى، كونتيسة بروفانس (1127-1090)؛ هي ابنة جيلبرت الأول، كونت غيفودان وغيربيرغا كونتيسة بروفنس، في 3 فبراير 1112 تزوجت من ريموند برانجيه الثالث، كونت برشلونة بـ آرل.
في الواقع جلب زواجها من ريموند لعائلته أسرة برشلونة مصالح واسعة في أوكسيتانيا مما وضعهم في صراع مع كونتات تولوز، قبيل وفاتها بحيث أدى هذا إلى تقسيم بروفنس، بحيث أصبحت نقطة غير مستقرة وأدى لاحقاً تأسيس فرع من أسرة برشلونة حكمت بروفانس ودخول في حرب مع جيرانها بين عامي 1114-1162 والتي انتهت بانتصارهم.
كان لديها من ريموند برانجيه حوالي خمسة أبناء:-
- ألموديس، متزوجة من بونس دي سيرفيرا.
- برينغيلا (1116-1149)؛ متزوجة من ألفونسو السابع ملك ليون وقشتالة.
- ريموند برانجيه الرابع (1113-1162)؛ كونت برشلونة.
- برانجيه ريموند (1115-1144)؛ كونت بروفانس.
- بيرنارد، توفي شاب.